# باد موسمی

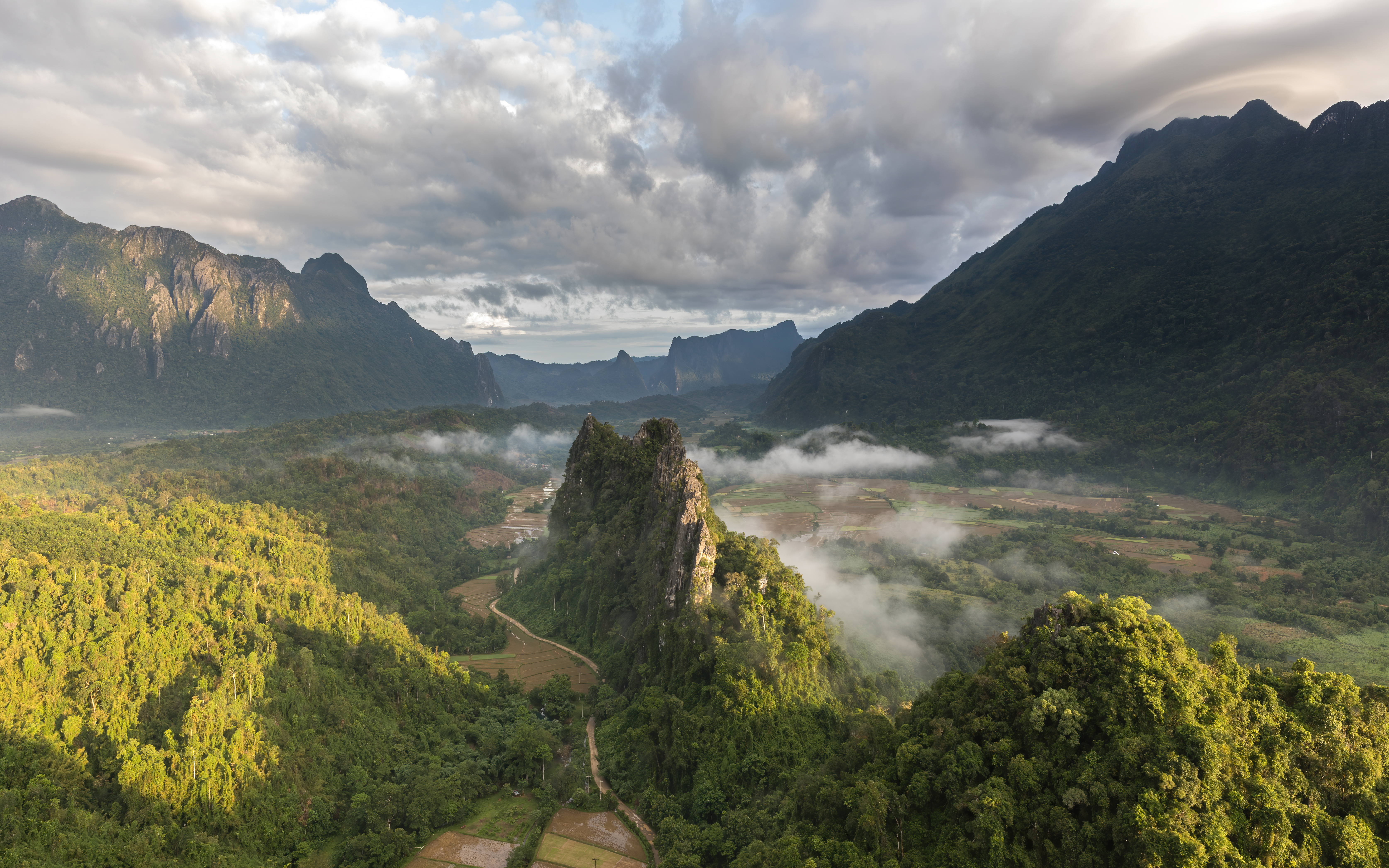
ابرهای موسمی در حال پیشروی.

باد موسمی به‌طور سنتی به بادهای فصلی که در جهت خلاف فصل‌های متقابل گفته‌می‌شده که با تغییراتی در بارندگی همراه بوده‌است، اما اکنون از اصطلاح «موسمی» بیشتر برای توصیف تغییرات فصلی، در گردش جوی و بارش مربوط به نوسانات عرض جغرافیایی سالانهٔ منطقهٔ همگرایی بین گرمسیری بین محدودهٔ آن به شمال و جنوب خط استوا، برای اشاره به مرحلهٔ بارانی یک الگوی تغییر فصلی، استفاده می‌شود، اگرچه از نظر فنی یک مرحلهٔ خشک نیز می‌تواند وجود داشته‌باشد. این واژه همچنین گاهی برای توصیف باران‌های شدید اما کوتاه مدت محلی نیز استفاده می‌شود.
مونسون (مانسون)، یا باران موسمی در تعریف سنتی، به بارش ماه‌های ژوئن، ژوئیه، اوت و سپتامبر گفته می‌شود و علت اصلی شکل‌گیری آن، تغییر سالانه بسیار زیاد دما در مناطق بزرگ خشکی در مقایسه با سطوح اقیانوس‌های مجاور است. ناحیه اقیانوسی حاره‌ای، به ویژه دریای عرب، خلیج بنگال و اقیانوس هند مهم‌ترین منبع دمایی و رطوبتی هستند که انرژی لازم برای ادامه گردش بزرگ مقیاس مونسون و فعالیت پیوسته آن بر روی شبه‌قاره هند را فراهم می‌کند. .
سیستم‌های مهم بارندگی موسمی جهان شامل تغییرات موسمی غرب آفریقا و آسیا - استرالیا است. گنجاندن باران موسمی آمریکای شمالی و موسمی آمریکای جنوبی با وزش باد ناقص نیز مورد بحث قرار گرفته‌است.
این بادها در زمستان، به صورت جریان سردی از خشکی به دریا و در تابستان به صورت جریان هوای مرطوب و گرمی از دریا به خشکی می‌وزند. در تابستانها، قاره آسیا گرم شده و به علت تشکیل کم‌فشارهای حرارتی گسترده در خلیج فارس و آسیای مرکز و دشت راجستان هند، از اقیانوس هند و آرام بادهایی به جهت این مراکز کشیده می‌شوند این شرایط همزمان با استرالیا و توأم با تشکیل یک آنتی‌سیکلون در روی آن می‌باشد؛ که بادهای خروجی از آن، ضمن عبور از استوا با جهت جنوب غربی به جهت آسیا کشیده می‌شوند و موسمی‌های تابستانی در آسیا را به وجود می‌آورند.

## واژه
کلمه موسم دارای ریشه عربی است و به معنی فصل می‌باشد به بادهایی که در فصول متضاد سال با جهات مخالف می‌وزند موسمی‌ها گفته می‌شود.

## بادهای غربی
در گستره جهانی اغلب در عرض‌های میانه و بین حدود ۳۵ تا ۶۵ درجه عرض جغرافیایی یا به عبارت دیگر از پر فشار جنب حاره به مناطق کم فشار جنب قطب شیوع دارند.
این بادها از نظر جهت و استمرار دارای خصوصیات متغیرند در سرعت و جهت حرکت آن‌ها جریانات موجی به ویژه سیلکون‌های سیار و آنتی سیلکون‌هایی که در منطقه نفوذ این بادها از غرب به شرق حرکت می‌کنند اثر عمده‌ای دارند از اینرو ممکن است بادهای مذکور ضمن وزش از غرب به شرق خصوصیات طوفانی هم داشته باشند در زمستان‌های نیمکره شمالی توسعه آنتی‌سیلکون‌های قاره‌ای و بعضاً حتی سیکلون‌ها از توسعه بارز بادهای غربی ممانعت به عمل آورده و بدین جهت بادهای مزبور به نحو بارزی بر روی اقیانوس‌ها توسعه می‌یابند ولی چون در عرض‌های میانه نیمکره جنوبی، شرایط قاره‌ای تقریباً حاکمیتی ندارد. بادهای غربی هم تقریباً حالت کمربند جهانی بخود گرفته‌اند.

## بادهای محلی
این بادها منطقه کوچکی را دربرگرفته و معمولاً منحصر به لایه‌های بسیار پایین اتمسفر است.
- نسیم دریاو خشکی: این بادها حاصل تفاوت روزانه درجه حرارت بین دریاها و خشکی‌ها می‌باشد به هنگام روز، میزان فشار هوای دریاها در مقایسه با خشکی‌های همجوار به علت پایین بودن نسبی درجه حرارت بیشتر است از اینرو جریان هوایی از طرف دریا به طرف خشکی برقرار می‌گردد و شب هنگام خشکی‌ها سرد شده و به علت افزایش فشار هوای سطوح آن‌ها جریان بادی از خشکی به سوی دریا می‌وزد.
- بادهای کوه و دره: این بادها در اتمسفر آزاد، در نتیجه تفاوت گرمای حاصله بین دره‌ها و دشت‌ها که منجربه اختلاف فشار بین نواحی یاد شده می‌گردد به وجود می‌آیند.
- فون(Foehn): باد گرم و خشکی است که در سمت پشت به باد یک پشته کوهستانی بروز می‌کند و این نام منشأ خود را از آلپ گرفته‌است.

زمانی که هوای نسبتاً مرطوبی بر پشته کوهی صعود می‌کند سرد شده، تراکم حاصل از این امر به صورت بارندگی در جهت رو به باد ظاهر می‌شود و چنانچه در ارتفاعات ذخیره‌ای از هوای سرد انباشته نباشد جریان هوا ضمن گذر از پشته کوهستانی بتدریج در شرایط بی‌دررو، در داخله پشت به باد گرم و خشک می‌گردد به‌طور کلی، در زمان جریان این باد، میزان نم نسبی به‌طور ناگهانی پایین می‌آید بارندگی قطع می‌گردد. در زمان حداکثر شدت باد، درجه حرارت به حداکثر خود می‌رسد و عموماً از میزان فشار هوا کاسته می‌شود. ذوب برف‌های زمستانی، خشکی و سوزاندن مزارع و ایجاد شرایط مساعد برای حریق جنگل‌ها از دیگر نشانه‌های بروز بادهایی با خصوصیات باد «فون» می‌باشد.

## تأثیر بر آب‌وهوای ایران
مطالعه مقادیر داده‌های بارش شهرهای مختلف ایران در ماه‌های ژوئن تا سپتامبر (از ۱۱ خرداد تا ۸ مهر) طی سال‌های ۱۹۶۰ تا ۱۹۹۰ نشان می‌دهند که منطقه جنوب‌شرقی ایران به‌واسطه رشته کوه‌های بشاگرد، کوه جبال بارز و هامون جازموریان، اقلیم مانسونی دارد. حتی اگر مانسون تابستانی هند قوی باشد، تأثیر آن بر بخش‌هایی از بیابان لوت و دشت کویر مشهود است؛ بنابراین ایران اساساً دارای اقلیم خشک و نیمه‌خشک بوده، اما در جنوب‌شرقی دارای اقلیم مانسونی است.
اگر سیستم مونسونی هند بسیار فعال بوده و از رطوبت خیلی زیادی برخوردار باشد به عرض‌های شمالی و غربی‌تر متمایل شده و با نفوذ به داخل ایران در استان‌هایی مانند کرمان، هرمزگان، فارس، یزد و اصفهان نیز بارندگی رخ خواهد داد.
بارندگی‌های شدید مرداد ۱۴۰۱ ایران نیز ناشی از نفوذ توده هوای موسمی اقیانوس هند (مونسون) از سمت جنوب‌شرقی به ایران است. در مرداد ۱۴۰۱ رفتار مونسون به شکل تقریباً استثنایی تغییر کرد و موجب بارش‌های فراسنگین در قسمت‌های وسیعی از نیمه جنوبی ایران شد.